# Tournoi préolympique de basket-ball masculin 2016
Cet article traite de l'épreuve masculine. Pour la compétition féminine, voir Tournoi préolympique de basket-ball féminin 2016.
Navigation
TQO 2012 TQO 2020
Le Tournoi préolympique de basket-ball masculin 2016 permet d'attribuer pour les Jeux olympiques d'été de 2016 les trois dernières places qualificatives. Trois tournois sur trois sites différents sont organisés, seul le vainqueur de chacun de ces tournois obtient sa qualification.

## Lieux et salles

### Désignation des pays hôtes
| Voir la carte topographique |

| Voir la carte administrative |

| Voir la carte topographique |

| Voir la carte administrative |

Le 12 novembre 2015, la FIBA annonce avoir reçu six candidatures pour organiser les trois tournois préolympiques. L'Italie, les Philippines et la Serbie sont finalement retenues par la FIBA le 19 janvier 2016.
| Pays candidats     | Ville choisie | Candidature |
| ------------------ | ------------- | ----------- |
| Allemagne          | Berlin        | Rejetée     |
| Italie             | Turin         | Retenue     |
| Philippines        | Manille       | Retenue     |
| République tchèque | Prague        | Rejetée     |
| Serbie             | Belgrade      | Retenue     |
| Turquie            | Istanbul      | Rejetée     |

### Salles
| Belgrade         | Pasay (Grand Manille) | Turin            |
| ---------------- | --------------------- | ---------------- |
| Kombank Arena    | Mall of Asia Arena    | Pala Alpitour    |
| Capacité: 18 300 | Capacité: 15 000      | Capacité: 16 600 |
|                  |                       |                  |

## Équipes participantes

### Qualifiés
Le tournoi de qualification olympique est disputé en trois tournois distincts de six équipes dont chaque équipe victorieuse sera qualifiée pour le tournoi olympique, entre les 4 et 10 juillet 2016. Trois sites sont retenus : la Kombank Arena de Belgrade, le Torino Palasport Olimpico de Turin et la Mall of Asia Arena de Manille.
Ci-dessous, la liste des équipes qualifiées pour le Tournoi préolympique.
| Compétition                | Places    | Qualifiés                                     |
| -------------------------- | --------- | --------------------------------------------- |
| Championnat d'Europe 2015  | 5 équipes | Serbie France Grèce Italie République tchèque |
| Tournoi des Amériques 2015 | 3 équipes | Canada Mexique Porto Rico                     |
| Championnat d'Afrique 2015 | 3 équipes | Angola Tunisie Sénégal                        |
| Championnat d'Asie 2015    | 3 équipes | Philippines Iran Japon                        |
| Championnat d'Océanie 2015 | 1 équipe  | Nouvelle-Zélande                              |
| Invités                    | 3 équipes | Lettonie Croatie Turquie                      |

### Tirage au sort
Le tirage au sort du tournoi préolympique a lieu à Mies en Suisse le 26 janvier 2016. Les dix-huit équipes qualifiées sont divisées en six pots en fonction de leur classement FIBA mais également de leur confédération d'origine. Le tirage se déroule en trois parties : la première visant à repartir les dix-huit équipes dans les trois tournois, la seconde devant définir la composition des groupes et la troisième permettant de déterminer l'ordre des matches.
| Pot 1                                   | Pot 2                                                  | Pot 3                                        | Pot 4                                    | Pot 5                                     | Pot 6                                                 |
| --------------------------------------- | ------------------------------------------------------ | -------------------------------------------- | ---------------------------------------- | ----------------------------------------- | ----------------------------------------------------- |
| France (5e) Serbie (6e, OR) Grèce (10e) | Italie (35e, OR) République tchèque (42e) Canada (26e) | Philippines (28e, OR) Iran (17e) Japon (48e) | Angola (15e) Tunisie (23e) Sénégal (31e) | Lettonie (35e) Croatie (12e) Turquie (8e) | Mexique (19e) Porto Rico (16e) Nouvelle-Zélande (21e) |

Entre parenthèses, le classement FIBA des nations le jour du tirage au sort. Les équipes suivies de la mention « OR » sont les pays organisateurs, ne pouvant pas être tirés au sort dans un tournoi différent du leur.

### Composition des tournois et des groupes
A l'issue du tirage au sort, six groupes de trois équipes sont formés. L'ordre des matches est le suivant : le premier jour de compétition la première équipe citée dans le tableau reçoit la seconde, le second jour la seconde équipe reçoit la troisième citée, le troisième jour la troisième reçoit la première.
| Tournoi de Belgrade      | Tournoi de Belgrade               | Tournoi de Manille     | Tournoi de Manille                  | Tournoi de Turin   | Tournoi de Turin       |
| Groupe A                 | Groupe B                          | Groupe A               | Groupe B                            | Groupe A           | Groupe B               |
| ------------------------ | --------------------------------- | ---------------------- | ----------------------------------- | ------------------ | ---------------------- |
| Serbie Porto Rico Angola | Japon Lettonie République tchèque | Turquie Canada Sénégal | France Philippines Nouvelle-Zélande | Grèce Iran Mexique | Tunisie Italie Croatie |

## Tournoi de Turin

### Groupe A
|   | Équipe  | Pts | J | G | P | PP  | PC  | Diff |
| 1 | Grèce   | 4   | 2 | 2 | 0 | 164 | 123 | +21  |
| 2 | Mexique | 3   | 2 | 1 | 1 | 137 | 139 | -2   |
| 3 | Iran    | 2   | 2 | 0 | 2 | 123 | 153 | -30  |

Rencontres :
| 4 juillet 2016 18h00 | (fr) Rapport | Grèce                                                                                    | 78-53                               | Iran                                                                                               |  | Pala Alpitour, Turin Affluence : 7 500 |
| 4 juillet 2016 18h00 | (fr) Rapport | Score par quart-temps : 27-21, 21-10, 18-16, 12-6                                        |                                     | |  | Pala Alpitour, Turin Affluence : 7 500 |
| 4 juillet 2016 18h00 | (fr) Rapport | Score par mi-temps : 48-31, 30-22                                                        |                                     | |  | Pala Alpitour, Turin Affluence : 7 500 |
| 4 juillet 2016 18h00 | (fr) Rapport | Yánnis Antetokoúnmpo, 16 Ioánnis Papapétrou, 6 Nick Calathes, 6 Yánnis Antetokoúnmpo, 22 | Points Rebonds Passes d. Évaluation | Mohammad Jamshidijafarabadi, 13 Oshin Sahakian, 8 Mohammad Jamshidijafarabadi, 5 Hamed Haddadi, 10 |  | Pala Alpitour, Turin Affluence : 7 500 |

| 5 juillet 2016 18h00 | (fr) Rapport | Iran                                                                            | 70-75                               | Mexique                                                                 |  | Pala Alpitour, Turin Affluence : 7 150 |
| 5 juillet 2016 18h00 | (fr) Rapport | Score par quart-temps : 14-17, 12-19, 21-17, 23-22                              |                                     |                                                                         |  | Pala Alpitour, Turin Affluence : 7 150 |
| 5 juillet 2016 18h00 | (fr) Rapport | Score par mi-temps : 26-36, 44-39                                               |                                     |                                                                         |  | Pala Alpitour, Turin Affluence : 7 150 |
| 5 juillet 2016 18h00 | (fr) Rapport | Behnam Yakhchali, 20 Arsalan Kazemi, 9 Behnam Yakhchali, 3 Behnam Yakhchali, 18 | Points Rebonds Passes d. Évaluation | Francisco Cruz, 18 Héctor Hernández, 8 Paul Stoll, 4 Francisco Cruz, 18 |  | Pala Alpitour, Turin Affluence : 7 150 |

| 6 juillet 2016 18h00 | (fr) Rapport | Mexique                                                                        | 70-86                               | Grèce                                                                                   |  | Pala Alpitour, Turin Affluence : 1 728 |
| 6 juillet 2016 18h00 | (fr) Rapport | Score par quart-temps : 16-15, 19-18, 13-27, 22-26                             |                                     |                                                                                         |  | Pala Alpitour, Turin Affluence : 1 728 |
| 6 juillet 2016 18h00 | (fr) Rapport | Score par mi-temps : 35-33, 35-53                                              |                                     |                                                                                         |  | Pala Alpitour, Turin Affluence : 1 728 |
| 6 juillet 2016 18h00 | (fr) Rapport | Francisco Cruz, 19 Israel Gutiérrez, 11 Orlando Méndez, 5 Héctor Hernández, 17 | Points Rebonds Passes d. Évaluation | Yánnis Antetokoúnmpo, 21 Ioánnis Bouroúsis, 9 Nick Calathes, 7 Yánnis Antetokoúnmpo, 21 |  | Pala Alpitour, Turin Affluence : 1 728 |

### Groupe B
|   | Équipe  | Pts | J | G | P | PP  | PC  | Diff |
| 1 | Italie  | 4   | 2 | 2 | 0 | 135 | 101 | +34  |
| 2 | Croatie | 3   | 2 | 1 | 1 | 132 | 119 | +13  |
| 3 | Tunisie | 2   | 2 | 0 | 2 | 93  | 140 | -47  |

Rencontres :
| 4 juillet 2016 21h00 | (fr) Rapport | Tunisie                                                           | 41-68                               | Italie                                                                               |  | Pala Alpitour, Turin Affluence : 9 834 |
| 4 juillet 2016 21h00 | (fr) Rapport | Score par quart-temps : 12-19, 15-13, 2-22, 12-14                 |                                     |                                                                                      |  | Pala Alpitour, Turin Affluence : 9 834 |
| 4 juillet 2016 21h00 | (fr) Rapport | Score par mi-temps : 27-32, 14-36                                 |                                     |                                                                                      |  | Pala Alpitour, Turin Affluence : 9 834 |
| 4 juillet 2016 21h00 | (fr) Rapport | Mourad El Mabrouk, 11 Hamdi Braa, 9 Michael Roll, 5 Hamdi Braa, 9 | Points Rebonds Passes d. Évaluation | Andrea Bargnani, 15 Danilo Gallinari, 9 Nicolò Melli, 3 Pietro Aradori, Bargnani, 17 |  | Pala Alpitour, Turin Affluence : 9 834 |

| 5 juillet 2016 21h00 | (fr) Rapport | Italie                                                                             | 67-60                               | Croatie                                                             |  | Pala Alpitour, Turin Affluence : 11 872 |
| 5 juillet 2016 21h00 | (fr) Rapport | Score par quart-temps : 21-23, 12-12, 21-12, 13-13                                 |                                     |                                                                     |  | Pala Alpitour, Turin Affluence : 11 872 |
| 5 juillet 2016 21h00 | (fr) Rapport | Score par mi-temps : 33-35, 34-25                                                  |                                     |                                                                     |  | Pala Alpitour, Turin Affluence : 11 872 |
| 5 juillet 2016 21h00 | (fr) Rapport | Marco Belinelli, 19 Danilo Gallinari, 8 Alessandro Gentile, 4 Danilo Gallinari, 15 | Points Rebonds Passes d. Évaluation | Bojan Bogdanović, 26 Dario Šarić, 10 Dario Šarić, 3 Dario Šarić, 11 |  | Pala Alpitour, Turin Affluence : 11 872 |

| 6 juillet 2016 21h00 | (fr) Rapport | Croatie                                                                     | 72-52                               | Tunisie                                                                  |  | Pala Alpitour, Turin Affluence : 3 682 |
| 6 juillet 2016 21h00 | (fr) Rapport | Score par quart-temps : 12-12, 17-12, 22-12, 21-16                          |                                     |                                                                          |  | Pala Alpitour, Turin Affluence : 3 682 |
| 6 juillet 2016 21h00 | (fr) Rapport | Score par mi-temps : 29-24, 43-28                                           |                                     |                                                                          |  | Pala Alpitour, Turin Affluence : 3 682 |
| 6 juillet 2016 21h00 | (fr) Rapport | Bojan Bogdanović, 25 Dario Šarić, 9 Krunoslav Simon, 3 Bojan Bogdanović, 24 | Points Rebonds Passes d. Évaluation | Michael Roll, 21 Makrem Ben Romdhane, 9 Michael Roll, 5 Michael Roll, 23 |  | Pala Alpitour, Turin Affluence : 3 682 |

### Tableau final
|  | Demi-finales   | Demi-finales   | Demi-finales   | Demi-finales   |         |         | Finale         | Finale         | Finale         | Finale         |
|  |                |                |                |                |         |         |                |                |                |                |
|  | 8 juillet 2016 | 8 juillet 2016 | 8 juillet 2016 | 8 juillet 2016 |         |         | 9 juillet 2016 | 9 juillet 2016 | 9 juillet 2016 | 9 juillet 2016 |
|  | A1             | Grèce          | 61             | 61             |         |         | 9 juillet 2016 | 9 juillet 2016 | 9 juillet 2016 | 9 juillet 2016 |
|  | A1             | Grèce          | 61             | 61             |         |         | 9 juillet 2016 | 9 juillet 2016 | 9 juillet 2016 | 9 juillet 2016 |
|  | B2             | Croatie        | 66             | 66             |         |         | 9 juillet 2016 | 9 juillet 2016 | 9 juillet 2016 | 9 juillet 2016 |
|  | B2             | Croatie        | 66             | 66             | Croatie | Croatie | 84             | 84             |                |                |
|  | 8 juillet 2016 |                |                |                | Croatie | Croatie | 84             | 84             |                |                |
|  |                |                | Italie         | Italie         | 78ap    | 78ap    |                |                |                |                |
|  | B1             | Italie         | Italie         | Italie         | 78ap    | 78ap    | 79             | 79             |                |                |
|  | B1             | Italie         |                |                |         |         |                | 79             |                |                |
|  | A2             | Mexique        | 54             | 54             |         |         |                |                |                |                |
|  | A2             | Mexique        | 54             | 54             |         |         |                |                |                |                |

Demi-finales :
| 8 juillet 2016 16h30 | (fr) Rapport | Grèce                                                                                           | 61-66                               | Croatie                                                              |  | Pala Alpitour, Turin |
| 8 juillet 2016 16h30 | (fr) Rapport | Score par quart-temps : 13-31, 21-13, 15-8, 12-14                                               |                                     |                                                                      |  | Pala Alpitour, Turin |
| 8 juillet 2016 16h30 | (fr) Rapport | Score par mi-temps : 34-44, 27-22                                                               |                                     |                                                                      |  | Pala Alpitour, Turin |
| 8 juillet 2016 16h30 | (fr) Rapport | Strátos Perpéroglou, 13 Yánnis Antetokoúnmpo, 9 Yánnis Antetokoúnmpo, 4 Strátos Perpéroglou, 11 | Points Rebonds Passes d. Évaluation | Bojan Bogdanović, 20 Krunoslav Simon, 8 Roko Ukić, 5 Dario Šarić, 15 |  | Pala Alpitour, Turin |

| 8 juillet 2016 21h00 | (fr) Rapport | Italie                                                                   | 79-54                               | Mexique                                                                    |  | Pala Alpitour, Turin |
| 8 juillet 2016 21h00 | (fr) Rapport | Score par quart-temps : 19-13, 19-15, 20-13, 21-13                       |                                     |                                                                            |  | Pala Alpitour, Turin |
| 8 juillet 2016 21h00 | (fr) Rapport | Score par mi-temps : 38-28, 41-26                                        |                                     |                                                                            |  | Pala Alpitour, Turin |
| 8 juillet 2016 21h00 | (fr) Rapport | Danilo Gallinari, 15 Nicolò Melli, 6 Marco Belinelli, 4 Nicolò Melli, 22 | Points Rebonds Passes d. Évaluation | Francisco Cruz, 20 Francisco Cruz, 7 Jorge Gutiérrez, 4 Francisco Cruz, 14 |  | Pala Alpitour, Turin |

Finale :
| 9 juillet 2016 21h00 | (fr) Rapport | Croatie                                                               | 84-78                               | Italie                                                                       | OT | Pala Alpitour, Turin |
| 9 juillet 2016 21h00 | (fr) Rapport | Score par quart-temps : 19-12, 20-22, 15-18, 16-18, OT : 14-8         |                                     |                                                                              | OT | Pala Alpitour, Turin |
| 9 juillet 2016 21h00 | (fr) Rapport | Score par mi-temps : 39-34, 45-44                                     |                                     |                                                                              | OT | Pala Alpitour, Turin |
| 9 juillet 2016 21h00 | (fr) Rapport | Bojan Bogdanović, 26 Dario Šarić, 13 Mario Hezonja, 4 Dario Šarić, 24 | Points Rebonds Passes d. Évaluation | Marco Belinelli, 18 Danilo Gallinari, 8 Daniel Hackett, 4 Daniel Hackett, 18 | OT | Pala Alpitour, Turin |

### Statistiques
| Pos | Joueur           | PPM  |
| --- | ---------------- | ---- |
| 1   | Bojan Bogdanović | 24,3 |
| 2   | Francisco Cruz   | 19,0 |
| 3   | Behnam Yakhchali | 16,0 |
| 4   | Y. Antetokoúnmpo | 15,3 |
| 5   | Marco Belinelli  | 15,0 |
| 5   | Michael Roll     | 15,0 |

| Pos | Joueur            | RPM  |
| --- | ----------------- | ---- |
| 1   | Dario Šarić       | 10,0 |
| 2   | Danilo Gallinari  | 7,3  |
| 3   | Arsalan Kazemi    | 7,0  |
| 4   | Ioánnis Bouroúsis | 6,7  |
| 4   | Héctor Hernández  | 6,7  |

| Pos | Joueur        | PDPM |
| --- | ------------- | ---- |
| 1   | Nick Calathes | 5,3  |
| 2   | Michael Roll  | 5,0  |
| 3   | Paul Stoll    | 3,7  |
| 4   | Roko Ukić     | 3,5  |
| 4   | M. Jamshidi   | 3,5  |

| Pos | Joueur           | EPM  |
| --- | ---------------- | ---- |
| 1   | Bojan Bogdanović | 16,8 |
| 2   | Y. Antetokoúnmpo | 16,7 |
| 3   | Dario Šarić      | 16,5 |
| 4   | Francisco Cruz   | 14,3 |
| 5   | Danilo Gallinari | 13,8 |

## Tournoi de Manille

### Groupe A
|   | Équipe  | Pts | J | G | P | PP  | PC  | Diff |
| 1 | Canada  | 4   | 2 | 2 | 0 | 135 | 124 | +11  |
| 2 | Turquie | 3   | 2 | 1 | 1 | 137 | 139 | -2   |
| 3 | Sénégal | 2   | 2 | 0 | 2 | 117 | 126 | -9   |

Rencontres :
| 5 juillet 2016 18h30 | (fr) Rapport | Turquie                                                       | 69-77                               | Canada                                                       |  | Mall of Asia Arena, Manille Affluence : 8 000 Arbitres : Sasa PUKL; Miguel PEREZ PEREZ; Sofiane SI YOUCEF |
| 5 juillet 2016 18h30 | (fr) Rapport | Score par quart-temps : 17-21, 13-18, 17-20, 22-18            |                                     |                                                              |  | Mall of Asia Arena, Manille Affluence : 8 000 Arbitres : Sasa PUKL; Miguel PEREZ PEREZ; Sofiane SI YOUCEF |
| 5 juillet 2016 18h30 | (fr) Rapport | Score par mi-temps : 30-39, 39-38                             |                                     |                                                              |  | Mall of Asia Arena, Manille Affluence : 8 000 Arbitres : Sasa PUKL; Miguel PEREZ PEREZ; Sofiane SI YOUCEF |
| 5 juillet 2016 18h30 | (fr) Rapport | Sinan Güler, 14 Semih Erden, 8 Sinan Güler, 3 Sinan Güler, 12 | Points Rebonds Passes d. Évaluation | Cory Joseph, 21 Khem Birch, 7 Cory Joseph, 5 Cory Joseph, 19 |  | Mall of Asia Arena, Manille Affluence : 8 000 Arbitres : Sasa PUKL; Miguel PEREZ PEREZ; Sofiane SI YOUCEF |

| 6 juillet 2016 18h30 | (fr) Rapport | Canada                                                              | 58-55                               | Sénégal                                                                |  | Mall of Asia Arena, Manille Affluence : 7 200 Arbitres : Luigi LAMONICA; Micheal Aylen; Sofiane SI YOUCEF |
| 6 juillet 2016 18h30 | (fr) Rapport | Score par quart-temps : 22-20, 11-8, 14-14, 11-13                   |                                     |                                                                        |  | Mall of Asia Arena, Manille Affluence : 7 200 Arbitres : Luigi LAMONICA; Micheal Aylen; Sofiane SI YOUCEF |
| 6 juillet 2016 18h30 | (fr) Rapport | Score par mi-temps : 33-28, 25-27                                   |                                     |                                                                        |  | Mall of Asia Arena, Manille Affluence : 7 200 Arbitres : Luigi LAMONICA; Micheal Aylen; Sofiane SI YOUCEF |
| 6 juillet 2016 18h30 | (fr) Rapport | Cory Joseph, 13 Tristan Thompson, 10 Tyler Ennis, 3 Melvin Ejim, 12 | Points Rebonds Passes d. Évaluation | Maurice Ndour, 16 Maurice Ndour, 10 Thierno Niang, 4 Maurice Ndour, 23 |  | Mall of Asia Arena, Manille Affluence : 7 200 Arbitres : Luigi LAMONICA; Micheal Aylen; Sofiane SI YOUCEF |

| 7 juillet 2016 18h30 | (fr) Rapport | Sénégal                                                                | 62-68                               | Turquie                                                        |  | Mall of Asia Arena, Manille Affluence : 1 900 Arbitres : Sasa PUKL; Miguel PEREZ PEREZ; Sofiane SI YOUCEF |
| 7 juillet 2016 18h30 | (fr) Rapport | Score par quart-temps : 11-10, 12-23, 20-13, 19-22                     |                                     |                                                                |  | Mall of Asia Arena, Manille Affluence : 1 900 Arbitres : Sasa PUKL; Miguel PEREZ PEREZ; Sofiane SI YOUCEF |
| 7 juillet 2016 18h30 | (fr) Rapport | Score par mi-temps : 23-33, 39-35                                      |                                     |                                                                |  | Mall of Asia Arena, Manille Affluence : 1 900 Arbitres : Sasa PUKL; Miguel PEREZ PEREZ; Sofiane SI YOUCEF |
| 7 juillet 2016 18h30 | (fr) Rapport | Maleye N'Doye, 15 Maurice Ndour, 11 Clevin Hannah, 4 Maleye N'Doye, 18 | Points Rebonds Passes d. Évaluation | Bobby Dixon, 23 Semih Erden, 11 Bobby Dixon, 4 Bobby Dixon, 19 |  | Mall of Asia Arena, Manille Affluence : 1 900 Arbitres : Sasa PUKL; Miguel PEREZ PEREZ; Sofiane SI YOUCEF |

### Groupe B
|   | Équipe           | Pts | J | G | P | PP  | PC  | Diff |
| 1 | France           | 4   | 2 | 2 | 0 | 159 | 143 | +16  |
| 2 | Nouvelle-Zélande | 3   | 2 | 1 | 1 | 148 | 146 | +2   |
| 3 | Philippines      | 2   | 2 | 0 | 2 | 164 | 182 | -18  |

Rencontres :
| 5 juillet 2016 21h00 | (fr) Rapport | France                                                           | 93-84                               | Philippines                                                            |  | Mall of Asia Arena, Manille Affluence : 15 000 Arbitres : Luigi LAMONICA; Micheal Aylen; Elias KOROMILAS |
| 5 juillet 2016 21h00 | (fr) Rapport | Score par quart-temps : 22-30, 23-13, 32-23, 16-18               |                                     |                                                                        |  | Mall of Asia Arena, Manille Affluence : 15 000 Arbitres : Luigi LAMONICA; Micheal Aylen; Elias KOROMILAS |
| 5 juillet 2016 21h00 | (fr) Rapport | Score par mi-temps : 45-43, 48-41                                |                                     |                                                                        |  | Mall of Asia Arena, Manille Affluence : 15 000 Arbitres : Luigi LAMONICA; Micheal Aylen; Elias KOROMILAS |
| 5 juillet 2016 21h00 | (fr) Rapport | Nando de Colo, 27 Boris Diaw, 9 Tony Parker, 6 Nando de Colo, 30 | Points Rebonds Passes d. Évaluation | Andray Blatche, 21 Troy Rosario, 9 Jayson Castro, 3 Andrey Blatche, 21 |  | Mall of Asia Arena, Manille Affluence : 15 000 Arbitres : Luigi LAMONICA; Micheal Aylen; Elias KOROMILAS |

| 6 juillet 2016 21h00 | (fr) Rapport | Philippines                                                              | 80-89                               | Nouvelle-Zélande                                                  |  | Mall of Asia Arena, Manille Affluence : 13 000 Arbitres : Sasa PUKL; ; Miguel PEREZ PEREZ; Elias KOROMILAS |
| 6 juillet 2016 21h00 | (fr) Rapport | Score par quart-temps : 17-21, 14-17, 22-22, 27-29                       |                                     |                                                                   |  | Mall of Asia Arena, Manille Affluence : 13 000 Arbitres : Sasa PUKL; ; Miguel PEREZ PEREZ; Elias KOROMILAS |
| 6 juillet 2016 21h00 | (fr) Rapport | Score par mi-temps : 31-38, 49-51                                        |                                     |                                                                   |  | Mall of Asia Arena, Manille Affluence : 13 000 Arbitres : Sasa PUKL; ; Miguel PEREZ PEREZ; Elias KOROMILAS |
| 6 juillet 2016 21h00 | (fr) Rapport | Andray Blatche, 30 Andray Blatche, 7 Jayson Castro, 3 Andray Blatche, 25 | Points Rebonds Passes d. Évaluation | Corey Webster, 25 Corey Webster, 11 Shea Ili, 4 Corey Webster, 26 |  | Mall of Asia Arena, Manille Affluence : 13 000 Arbitres : Sasa PUKL; ; Miguel PEREZ PEREZ; Elias KOROMILAS |

| 7 juillet 2016 21h00 | (fr) Rapport | Nouvelle-Zélande                                                     | 59-66                               | France                                                                  |  | Mall of Asia Arena, Manille Affluence : 6 000 Arbitres : Luigi LAMONICA; Micheal Aylen; Elias KOROMILAS |
| 7 juillet 2016 21h00 | (fr) Rapport | Score par quart-temps : 14-13, 17-10, 17-15, 11-28                   |                                     |                                                                         |  | Mall of Asia Arena, Manille Affluence : 6 000 Arbitres : Luigi LAMONICA; Micheal Aylen; Elias KOROMILAS |
| 7 juillet 2016 21h00 | (fr) Rapport | Score par mi-temps : 31-23, 28-43                                    |                                     |                                                                         |  | Mall of Asia Arena, Manille Affluence : 6 000 Arbitres : Luigi LAMONICA; Micheal Aylen; Elias KOROMILAS |
| 7 juillet 2016 21h00 | (fr) Rapport | Corey Webster, 21 Mika Vukona, 12 Corey Webster, 3 Corey Webster, 16 | Points Rebonds Passes d. Évaluation | Mickaël Gelabale, 11 Boris Diaw, 6 Thomas Heurtel, 4 Diaw, Gelabale, 14 |  | Mall of Asia Arena, Manille Affluence : 6 000 Arbitres : Luigi LAMONICA; Micheal Aylen; Elias KOROMILAS |

### Tableau final
|  | Demi-finales   | Demi-finales     | Demi-finales   | Demi-finales   |        |        | Finale          | Finale          | Finale          | Finale          |
|  |                |                  |                |                |        |        |                 |                 |                 |                 |
|  | 9 juillet 2016 | 9 juillet 2016   | 9 juillet 2016 | 9 juillet 2016 |        |        | 10 juillet 2016 | 10 juillet 2016 | 10 juillet 2016 | 10 juillet 2016 |
|  | A1             | Canada           | 78             | 78             |        |        | 10 juillet 2016 | 10 juillet 2016 | 10 juillet 2016 | 10 juillet 2016 |
|  | A1             | Canada           | 78             | 78             |        |        | 10 juillet 2016 | 10 juillet 2016 | 10 juillet 2016 | 10 juillet 2016 |
|  | B2             | Nouvelle-Zélande | 72             | 72             |        |        | 10 juillet 2016 | 10 juillet 2016 | 10 juillet 2016 | 10 juillet 2016 |
|  | B2             | Nouvelle-Zélande | 72             | 72             | Canada | Canada | 74              | 74              |                 |                 |
|  | 9 juillet 2016 |                  |                |                | Canada | Canada | 74              | 74              |                 |                 |
|  |                |                  | France         | France         | 83     | 83     |                 |                 |                 |                 |
|  | B1             | France           | France         | France         | 83     | 83     | 75              | 75              |                 |                 |
|  | B1             | France           |                |                |        |        |                 | 75              |                 |                 |
|  | A2             | Turquie          | 63             | 63             |        |        |                 |                 |                 |                 |
|  | A2             | Turquie          | 63             | 63             |        |        |                 |                 |                 |                 |

Demi-finales :
| 9 juillet 2016 18h30 | (fr) Rapport | Canada                                                                   | 78-72                               | Nouvelle-Zélande                                                |  | Mall of Asia Arena, Manille Affluence : 8000 Arbitres : Sasa PUKL, Ferdinand PASCUAL, Elias KOROMILAS |
| 9 juillet 2016 18h30 | (fr) Rapport | Score par quart-temps : 23-25, 19-17, 16-12, 20-18                       |                                     |                                                                 |  | Mall of Asia Arena, Manille Affluence : 8000 Arbitres : Sasa PUKL, Ferdinand PASCUAL, Elias KOROMILAS |
| 9 juillet 2016 18h30 | (fr) Rapport | Score par mi-temps : 42-42, 36-30                                        |                                     |                                                                 |  | Mall of Asia Arena, Manille Affluence : 8000 Arbitres : Sasa PUKL, Ferdinand PASCUAL, Elias KOROMILAS |
| 9 juillet 2016 18h30 | (fr) Rapport | Cory Joseph, 23 Tristan Thompson, 10 Cory Joseph, 4 Tristan Thompson, 20 | Points Rebonds Passes d. Évaluation | Corey Webster, 21 Tai Webster, 10 Robert Loe, 4 Tai Webster, 21 |  | Mall of Asia Arena, Manille Affluence : 8000 Arbitres : Sasa PUKL, Ferdinand PASCUAL, Elias KOROMILAS |

| 9 juillet 2016 21h00 | (fr) Rapport | France                                                                | 75-63                               | Turquie                                                    |  | Mall of Asia Arena, Manille Affluence : 13000 Arbitres : Luigi LAMONICA, Michael AYLEN, Miguel PEREZ PEREZ |
| 9 juillet 2016 21h00 | (fr) Rapport | Score par quart-temps : 18-16, 19-14, 16-13, 22-20                    |                                     |                                                            |  | Mall of Asia Arena, Manille Affluence : 13000 Arbitres : Luigi LAMONICA, Michael AYLEN, Miguel PEREZ PEREZ |
| 9 juillet 2016 21h00 | (fr) Rapport | Score par mi-temps : 37-30, 38-33                                     |                                     |                                                            |  | Mall of Asia Arena, Manille Affluence : 13000 Arbitres : Luigi LAMONICA, Michael AYLEN, Miguel PEREZ PEREZ |
| 9 juillet 2016 21h00 | (fr) Rapport | Thomas Heurtel, 17 Boris Diaw, 7 Thomas Heurtel, 4 Thomas Heurtel, 17 | Points Rebonds Passes d. Évaluation | Ömer Aşık, 19 Semih Erden, 7 Ender Arslan, 5 Ömer Aşık, 20 |  | Mall of Asia Arena, Manille Affluence : 13000 Arbitres : Luigi LAMONICA, Michael AYLEN, Miguel PEREZ PEREZ |

Finale :
| 10 juillet 2016 21h00 | (fr) Rapport | Canada                                                             | 74-83                               | France                                                            |  | Mall of Asia Arena, Manille Affluence : 13000 Arbitres : Sasa PUKL, Luigi LAMONICA, Ferdinand PASCUAL |
| 10 juillet 2016 21h00 | (fr) Rapport | Score par quart-temps : 25-30, 11-9, 15-17, 23-27                  |                                     |                                                                   |  | Mall of Asia Arena, Manille Affluence : 13000 Arbitres : Sasa PUKL, Luigi LAMONICA, Ferdinand PASCUAL |
| 10 juillet 2016 21h00 | (fr) Rapport | Score par mi-temps : 36-39, 38-44                                  |                                     |                                                                   |  | Mall of Asia Arena, Manille Affluence : 13000 Arbitres : Sasa PUKL, Luigi LAMONICA, Ferdinand PASCUAL |
| 10 juillet 2016 21h00 | (fr) Rapport | Cory Joseph, 20 Tristan Thompson, 7 Cory Joseph, 6 Cory Joseph, 18 | Points Rebonds Passes d. Évaluation | Tony Parker, 26 Nando de Colo, 5 Tony Parker, 4 Nando de Colo, 28 |  | Mall of Asia Arena, Manille Affluence : 13000 Arbitres : Sasa PUKL, Luigi LAMONICA, Ferdinand PASCUAL |

## Tournoi de Belgrade

### Groupe A
|   | Équipe     | Pts | J | G | P | PP  | PC  | Diff |
| 1 | Serbie     | 4   | 2 | 2 | 0 | 170 | 141 | +29  |
| 2 | Porto Rico | 3   | 2 | 1 | 1 | 172 | 168 | +4   |
| 3 | Angola     | 2   | 2 | 0 | 2 | 141 | 174 | -33  |

Rencontres :
| 4 juillet 2016 21h00 | (fr) Rapport | Serbie                                                                   | 87-81                               | Porto Rico                                                          |  | Kombank Arena, Belgrade Affluence : 13 872 |
| 4 juillet 2016 21h00 | (fr) Rapport | Score par quart-temps : 21-22, 20-9, 28-20, 18-30                        |                                     |                                                                     |  | Kombank Arena, Belgrade Affluence : 13 872 |
| 4 juillet 2016 21h00 | (fr) Rapport | Score par mi-temps : 41-31, 46-50                                        |                                     |                                                                     |  | Kombank Arena, Belgrade Affluence : 13 872 |
| 4 juillet 2016 21h00 | (fr) Rapport | Nemanja Nedović, 14 Nikola Jokić, 8 Miloš Teodosić, 6 Nikola Kalinić, 20 | Points Rebonds Passes d. Évaluation | John Holland, 21 Peter John Ramos, 7 J.J. Barea, 3 John Holland, 22 |  | Kombank Arena, Belgrade Affluence : 13 872 |

| 5 juillet 2016 18h00 | (fr) Rapport | Porto Rico                                                   | 91-81                               | Angola                                                                         |  | Kombank Arena, Belgrade Affluence : 483 |
| 5 juillet 2016 18h00 | (fr) Rapport | Score par quart-temps : 20-18, 26-15, 33-19, 12-29           |                                     |                                                                                |  | Kombank Arena, Belgrade Affluence : 483 |
| 5 juillet 2016 18h00 | (fr) Rapport | Score par mi-temps : 46-33, 45-48                            |                                     |                                                                                |  | Kombank Arena, Belgrade Affluence : 483 |
| 5 juillet 2016 18h00 | (fr) Rapport | J.J. Barea, 18 J.J. Barea, 5 J.J. Barea, 7 Carlos Arroyo, 25 | Points Rebonds Passes d. Évaluation | Carlos Morais, 21 Felizardo Ambrósio, 6 Domingos Bonifacio, 2 Reggie Moore, 17 |  | Kombank Arena, Belgrade Affluence : 483 |

| 6 juillet 2016 18h00 | (fr) Rapport | Angola                                                                          | 60-83                               | Serbie                                                                 |  | Kombank Arena, Belgrade Affluence : 10 422 |
| 6 juillet 2016 18h00 | (fr) Rapport | Score par quart-temps : 23-30, 15-17, 13-22, 9-14                               |                                     |                                                                        |  | Kombank Arena, Belgrade Affluence : 10 422 |
| 6 juillet 2016 18h00 | (fr) Rapport | Score par mi-temps : 38-47, 22-36                                               |                                     |                                                                        |  | Kombank Arena, Belgrade Affluence : 10 422 |
| 6 juillet 2016 18h00 | (fr) Rapport | Reggie Moore, 10 Bruno Fernandes, 6 Domingos Bonifacio, 2 Felizardo Ambrósio, 8 | Points Rebonds Passes d. Évaluation | Nikola Jokić, 17 Nikola Jokić, 6 Bogdan Bogdanović, 8 Nikola Jokić, 22 |  | Kombank Arena, Belgrade Affluence : 10 422 |

### Groupe B
|   | Équipe             | Pts | J | G | P | PP  | PC  | Diff |
| 1 | Lettonie           | 4   | 2 | 2 | 0 | 159 | 107 | +52  |
| 2 | République tchèque | 3   | 2 | 1 | 1 | 146 | 142 | +4   |
| 3 | Japon              | 2   | 2 | 0 | 2 | 119 | 175 | -56  |

Rencontres :
| 4 juillet 2016 18h00 | (fr) Rapport | Japon                                                                | 48-88                               | Lettonie                                                              |  | Kombank Arena, Belgrade Affluence : 1 352 |
| 4 juillet 2016 18h00 | (fr) Rapport | Score par quart-temps : 11-26, 12-20, 15-18, 10-24                   |                                     |                                                                       |  | Kombank Arena, Belgrade Affluence : 1 352 |
| 4 juillet 2016 18h00 | (fr) Rapport | Score par mi-temps : 23-46, 25-42                                    |                                     |                                                                       |  | Kombank Arena, Belgrade Affluence : 1 352 |
| 4 juillet 2016 18h00 | (fr) Rapport | Joji Takeuchi, 12 quatre joueurs, 4 Yuta Tabuse, 4 Joji Takeuchi, 15 | Points Rebonds Passes d. Évaluation | Dāvis Bertāns, 20 Jānis Bērziņš, 8 Jānis Bērziņš, 6 Dāvis Bertāns, 27 |  | Kombank Arena, Belgrade Affluence : 1 352 |

| 5 juillet 2016 21h00 | (fr) Rapport | Lettonie                                                                    | 71-59                               | République tchèque                                                         |  | Kombank Arena, Belgrade Affluence : 1 473 |
| 5 juillet 2016 21h00 | (fr) Rapport | Score par quart-temps : 13-20, 18-10, 20-15, 20-14                          |                                     |                                                                            |  | Kombank Arena, Belgrade Affluence : 1 473 |
| 5 juillet 2016 21h00 | (fr) Rapport | Score par mi-temps : 31-30, 40-29                                           |                                     |                                                                            |  | Kombank Arena, Belgrade Affluence : 1 473 |
| 5 juillet 2016 21h00 | (fr) Rapport | Dāvis Bertāns, 18 Dāvis Bertāns, 5 Jānis Strēlnieks, 5 Jānis Strēlnieks, 16 | Points Rebonds Passes d. Évaluation | Blake Schilb, 10 Tomáš Satoranský, 8 Tomáš Satoranský; 8 Pavel Pumprla, 13 |  | Kombank Arena, Belgrade Affluence : 1 473 |

| 6 juillet 2016 21h00 | (fr) Rapport | République tchèque                                                   | 87-71                               | Japon                                                           |  | Kombank Arena, Belgrade Affluence : 627 |
| 6 juillet 2016 21h00 | (fr) Rapport | Score par quart-temps : 23-14, 25-21, 21-16, 18-20                   |                                     |                                                                 |  | Kombank Arena, Belgrade Affluence : 627 |
| 6 juillet 2016 21h00 | (fr) Rapport | Score par mi-temps : 48-35, 39-36                                    |                                     |                                                                 |  | Kombank Arena, Belgrade Affluence : 627 |
| 6 juillet 2016 21h00 | (fr) Rapport | Lukas Palyza, 22 Patrik Auda, 6 Tomáš Satoranský, 7 Lukas Palyza, 20 | Points Rebonds Passes d. Évaluation | Naoto Tsuji, 18 Yuta Watanabe, 7 Yuta Tabuse, 6 Naoto Tsuji, 15 |  | Kombank Arena, Belgrade Affluence : 627 |

### Tableau final
|  | Demi-finales   | Demi-finales       | Demi-finales   | Demi-finales   |        |        | Finale         | Finale         | Finale         | Finale         |
|  |                |                    |                |                |        |        |                |                |                |                |
|  | 8 juillet 2016 | 8 juillet 2016     | 8 juillet 2016 | 8 juillet 2016 |        |        | 9 juillet 2016 | 9 juillet 2016 | 9 juillet 2016 | 9 juillet 2016 |
|  | A1             | Serbie             | 96             | 96             |        |        | 9 juillet 2016 | 9 juillet 2016 | 9 juillet 2016 | 9 juillet 2016 |
|  | A1             | Serbie             | 96             | 96             |        |        | 9 juillet 2016 | 9 juillet 2016 | 9 juillet 2016 | 9 juillet 2016 |
|  | B2             | République tchèque | 72             | 72             |        |        | 9 juillet 2016 | 9 juillet 2016 | 9 juillet 2016 | 9 juillet 2016 |
|  | B2             | République tchèque | 72             | 72             | Serbie | Serbie | 108            | 108            |                |                |
|  | 8 juillet 2016 |                    |                |                | Serbie | Serbie | 108            | 108            |                |                |
|  |                |                    | Porto Rico     | Porto Rico     | 77     | 77     |                |                |                |                |
|  | B1             | Lettonie           | Porto Rico     | Porto Rico     | 77     | 77     | 70             | 70             |                |                |
|  | B1             | Lettonie           |                |                |        |        |                | 70             |                |                |
|  | A2             | Porto Rico         | 77             | 77             |        |        |                |                |                |                |
|  | A2             | Porto Rico         | 77             | 77             |        |        |                |                |                |                |

Demi-finales :
| 8 juillet 2016 21h00 | (fr) Rapport | Serbie                                                                             | 96-72                               | République tchèque                                            |  | Kombank Arena, Belgrade |
| 8 juillet 2016 21h00 | (fr) Rapport | Score par quart-temps : 26-17, 19-19, 28-22, 23-14                                 |                                     |                                                               |  | Kombank Arena, Belgrade |
| 8 juillet 2016 21h00 | (fr) Rapport | Score par mi-temps : 45-36, 51-36                                                  |                                     |                                                               |  | Kombank Arena, Belgrade |
| 8 juillet 2016 21h00 | (fr) Rapport | Bogdan Bogdanović, 21 Bogdan Bogdanović, 8 Miloš Teodosić, 6 Bogdanović, Jokić, 26 | Points Rebonds Passes d. Évaluation | Tomáš Satoranský, 14 Tomáš Satoranský, 7 Tomáš Satoranský, 20 |  | Kombank Arena, Belgrade |

| 8 juillet 2016 18h00 | (fr) Rapport | Lettonie                                                             | 70-77                               | Porto Rico                                                           |  | Kombank Arena, Belgrade |
| 8 juillet 2016 18h00 | (fr) Rapport | Score par quart-temps : 13-17, 17-16, 20-18, 20-26                   |                                     |                                                                      |  | Kombank Arena, Belgrade |
| 8 juillet 2016 18h00 | (fr) Rapport | Score par mi-temps : 30-33, 40-44                                    |                                     |                                                                      |  | Kombank Arena, Belgrade |
| 8 juillet 2016 18h00 | (fr) Rapport | Jānis Timma, 16 Anžejs Pasečņiks, 9 Dāvis Bertāns, 7 Jānis Timma, 14 | Points Rebonds Passes d. Évaluation | John Holland, 15 Renaldo Balkman, 10 J.J. Barea, 5 Carlos Arroyo, 17 |  | Kombank Arena, Belgrade |

Finale :
| 9 juillet 2016 21h00 | (fr) Rapport | Serbie                                                                           | 108-77                              | Porto Rico                                                                 |  | Kombank Arena, Belgrade |
| 9 juillet 2016 21h00 | (fr) Rapport | Score par quart-temps : 37-11, 23-16, 22-29, 26-21                               |                                     |                                                                            |  | Kombank Arena, Belgrade |
| 9 juillet 2016 21h00 | (fr) Rapport | Score par mi-temps : 60-27, 48-50                                                |                                     |                                                                            |  | Kombank Arena, Belgrade |
| 9 juillet 2016 21h00 | (fr) Rapport | Bogdan Bogdanović, 26 Nikola Jokić, 8 Bogdan Bogdanović, 8 Bogdanović, Jokić, 30 | Points Rebonds Passes d. Évaluation | J.J. Barea, 22 Ángel Daniel Vassallo, 4 Carlos Arroyo, 6 Ricky Sánchez, 14 |  | Kombank Arena, Belgrade |